# Monarca d'Everett
El monarca d'Everett (Symposiachrus everetti) és un ocell de la família dels monàrquids (Monarchidae).

## Hàbitat i distribució
Habita els boscos de l'illa de Tanahjampea, a prop de la costa meridional de Sulawesi.